# Polder het Poeltje
De Polder het Poeltje is een voormalig waterschap in de provincie Groningen.
De polder lag grotendeels ten zuidwesten van Zuidbroek, ten zuiden van de spoorlijn. Ten noorden van het spoor lag het meertje Het Poeltje dat de naamgever van het waterschap was. De molen van de polder sloeg uit op de Boerenwijk, een zijtak van het Winschoterdiep. 
Waterstaatkundig gezien ligt het gebied sinds 2000 binnen dat van het waterschap Hunze en Aa's.